# Santurdejo
Santurdejo tỉnh và cộng đồng tự trị La Rioja, phía bắc Tây Ban Nha. Đô thị này có diện tích là 18,35 ki-lô-mét vuông, dân số năm 2009 là 157 người với mật độ 8,56 người/km². Đô thị này có cự ly 54 km so với Logroño.